# NGC 5886
NGC 5886 هي مجرة، تتبع كوكبة العواء. اكتشفها جون هيرشل عام 13 مايو 1828.

## روابط خارجية
- NGC 5886 على موقع ويكي سكاي: DSS2, SDSS, GALEX, IRAS, Hydrogen α, X-Ray, Astrophoto, Sky Map, Articles and images